# Purépečové
Purépečové (Purépecha, P'urhepecha) jsou příslušníky etnické skupiny původních obyvatel Mexika. Žijí převážně v okolí města Uruapan ve státě Michoacán, jejich osídlení zasahuje také na území států Jalisco, Guanajuato a Guerrero. Svoje území nazývají P'urhépecherio. Při mexickém sčítání lidu v roce 2015 se k purépečské národnosti přihlásilo 141 177 osob. Hovoří purépečtinou, která je izolovaným jazykem a dělí se na západní a východní dialekt. Jsou známi také pod exonymy Tarascan nebo Michoacas.

## Historie
V předkolumbovském období vytvořili Purépečové stát Iréchikwa, jehož hlavním městem byl Tzintzuntzan. Budovali stupňovité pyramidy a vynikli ve zpracování mědi. Vyznávali polyteismus, jejich panteon tvořili sluneční bůh Curicaueri, bůh války Cuitzeo nebo vodní bohyně Xaratanga. Hlavním zdrojem informací o původním způsobu života Purépečů je spis Relación de Michoacán, jehož autorem byl Jerónimo de Alcalá.
Stát zaznamenal největší rozkvět v patnáctém a začátkem šestnáctého století a patřil k hlavním rivalům Aztécké říše. V roce 1530 území dobyli Španělé a upálili posledního vládce Purépečů Tangaxuana II. P'urhépecherio pak bylo součástí Místokrálovství Nové Španělsko a od roku 1821 nezávislého Mexika. Ve dvacátém století způsobila chudoba rozsáhlé vystěhovalectví Purépečů do velkých měst nebo do USA.

## Kultura
Purépečové obývají náhorní plošinu Meseta Purépecha s řekou Lerma a četnými jezery, z nichž největší je Lago de Pátzcuaro. Oblasti dominuje sopka Paricutín. Věnují se převážně rybolovu, těžbě dřeva a pěstování avokáda, vanilky a bavlníku. K jejich folkloru patří tanec Kúrpites a písně stylu pirekua, které zařadilo UNESCO mezi nehmotné dědictví lidstva. Pořádají velké oslavy Dne mrtvých a únorového svátku ohně Jimbani Uexurhina. Provozují také míčový sport pelota purépecha (v jejich řeči uárukua ch'anakua), jehož stáří se odhaduje na 3500 let.
Juan Mora Catlett natočil v roce 2006 historický film Erendira Ikikunari, který líčí boj pololegendární purépečské princezny Eréndiry proti španělskému vpádu. K osobnostem purépečského původu patří malířka Frida Kahlo, zpěvačka Amalia Mendoza a herec Tenoch Huerta.

## Galerie

Purépečská vlajka
Území Purépečů na mapě Michoacánu
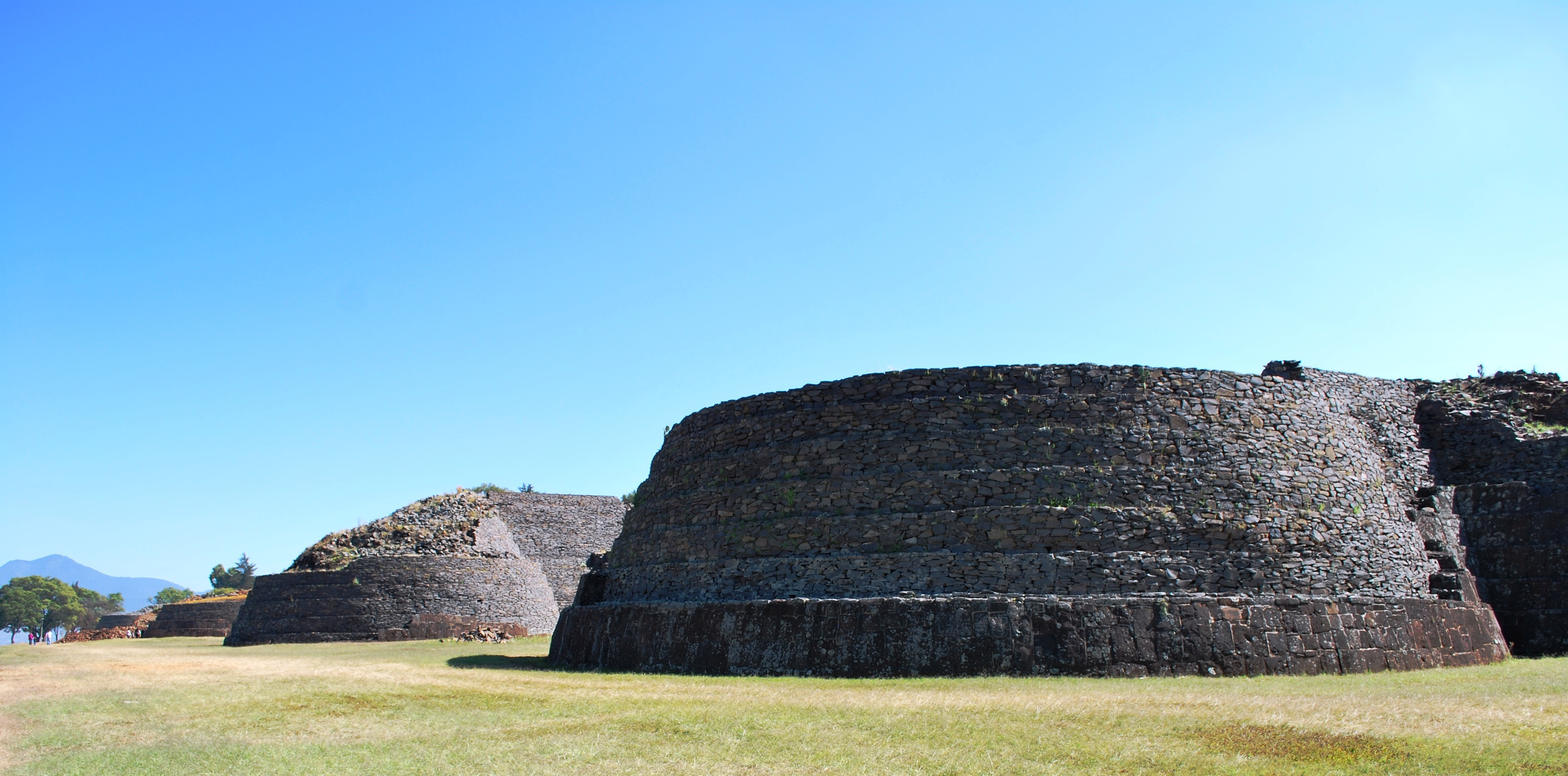
Pyramida v Tzintzuntzanu
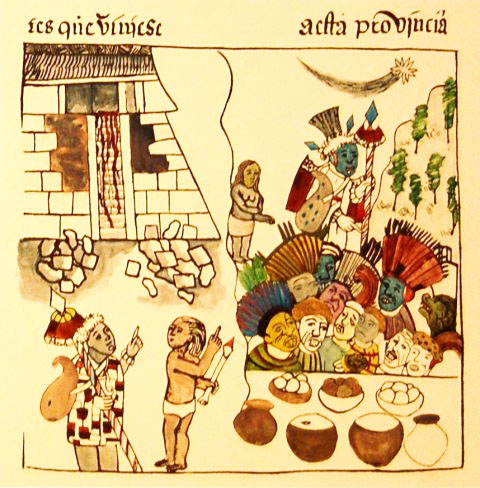
Purépečtí kněží na obraze ze 16. století
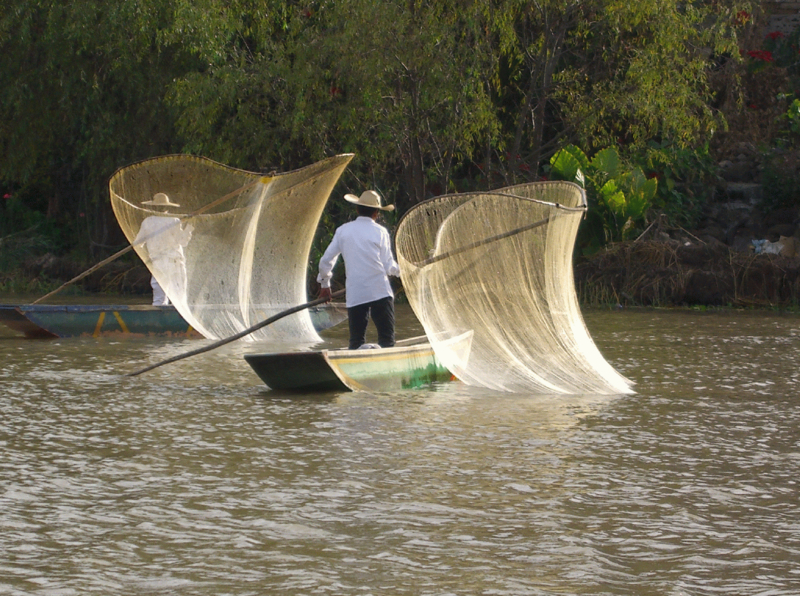
Rybář na jezeře Pátzcuaro
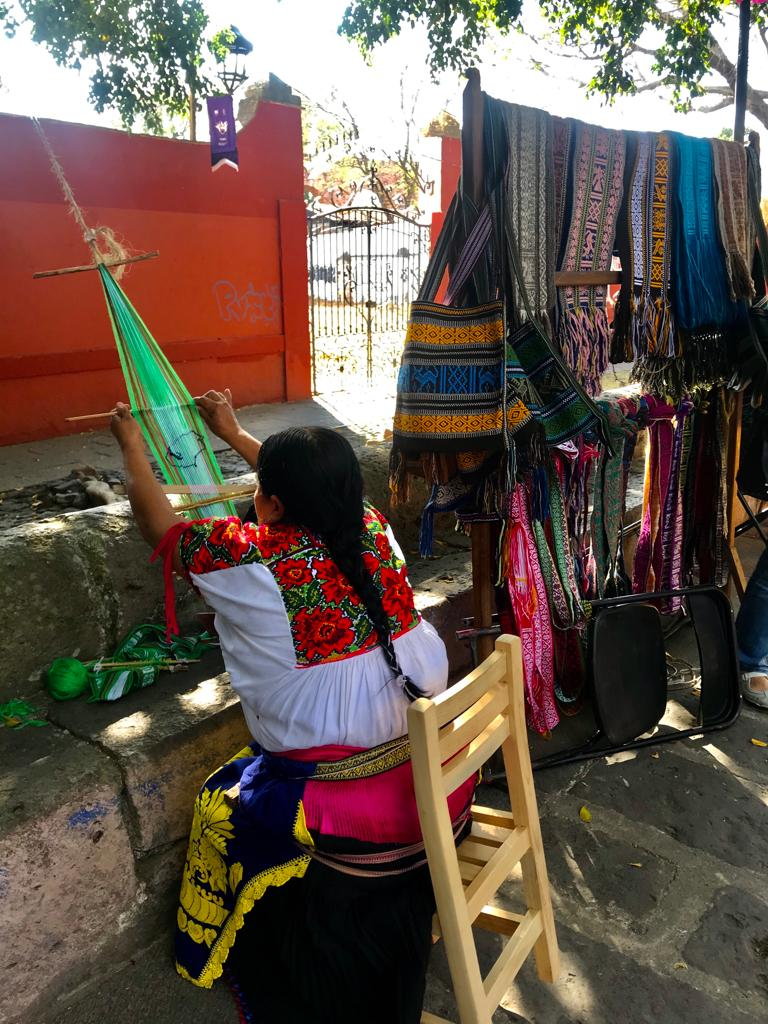
Tkadlena